# Jürgen Hargens
Jürgen Hargens (* 2. Dezember 1947 in Uetersen) ist Psychologe, Psychotherapeut, Supervisor und Autor.
Hargens studierte Familientherapie und systemische Therapie. Er praktiziert den lösungsfokussierten Ansatz. Er publiziert überwiegend Lebensratgeber und Essays.
Er war 1983 Gründer und bis 1992 Herausgeber der "Zeitschrift für systemische Therapie", in den späten 1980er Jahren war er gemeinsam mit Hans-Werner Gessmann einer der Mitbegründer des systemischen Familientherapie-Studiums im Psychotherapeutischen Institut Bergerhausen, 1990–1996 Lehrbeauftragter an der Universität Kiel. Seit 1992 ist Hargens Leiter von "projekt:system", einer Assoziation von systemisch arbeitenden Berater-/Therapeuten in Schleswig-Holstein. Seit 2006 ist er als Lehrbeauftragter an der Sigmund Freud PrivatUniversität Wien tätig.
Er arbeitet seit 1979 in freier Praxis und lebt in Meyn.

## Ausgewählte Buchpublikationen
- (Hg. mit Wolfgang Eberling): Einfach kurz und gut. Zur Praxis lösungsorientierter Kurztherapie. Dortmund: borgmann, 1996.
- (Hg.) Klar helfen wir Ihnen! Wann sollen wir kommen? Systemische Ansätze in der Sozialpädagogischen Familienhilfe. Dortmund: modernes lernen, 1998
- (Hg. mit Arist von Schlippe): Das Spiel der Ideen. Reflektierendes Team und systemische Praxis. Dortmund: borgmann, 1998.
- Bitte nicht helfen! Es ist auch so schon schwer genug. (K)ein Selbsthilfebuch. Heidelberg: Carl-Auer-Systeme, 2000
- (Hg.): Gastgeber hilfreicher Gespräche. Wir haben Ihnen geholfen?! Was haben wir von Ihnen gelernt? Dortmund: borgmann 2000
- Erfolgreich führen und leiten – das will ich auch können... Dortmund: borgmann 2001
- Kinder, Kinder … oder: wer erzieht wen … und wie. Dortmund: borgmann 2002
- (Hg. mit Haja Molter): ich – du – wir und wer sonst noch dazu gehört. Systemische Gruppentherapie. Dortmund: borgman 2002
- Manchmal ist es fast zum Verrückt-Werden. Partner psychisch Kranker: Was kann ich tun? Wien: Krammer 2003
- Systemische Therapie … und gut. Ein Lehrstück mit Hägar. Dortmund: Verlag Modernes Lernen 2003
- ERWACH(S)EN. Geschichten über Männer und Frauen, Freud und Leid, Beziehungen und Trennungen, Menschliches und Psychologisches wie über das Leben an sich. Wien: Krammer, 2003, ISBN 3-901811-13-3.
- Aller Anfang ist ein Anfang. Gestaltungsmöglichkeiten hilfreicher systemischer Gespräche. Göttingen: Vandenhoeck & Ruprecht, 2004
- (Hg): „… und mir hat geholfen...“ Psychotherapeutische Arbeit – was wirkt? Perspektiven und Geschichten der Beteiligten. Dortmund: borgmann 2005
- Zu einem Paar gehören mehr als zwei... Dortmund: borgmann 2005
- Motorrad ...und andere Erzählungen. Berlin: träfo-Verlag, 2006. ISBN 3-89626-619-5
- (Hg.): Werkstattbuch Systemisches Coaching. Aus der Praxis für die Praxis. Dortmund 2007, ISBN 3-938187-32-8
- Keine Tricks!, Dortmund 2015, ISBN 978-3-033-04987-1